# Villiers-le-Roux
Villiers-le-Roux ist eine französische Gemeinde mit 159 Einwohnern (Stand: 1. Januar 2022) im Département Charente in der Region Nouvelle-Aquitaine (vor 2016 Poitou-Charentes); sie gehört zum Arrondissement Confolens und zum Kanton Charente-Nord. Die Einwohner werden Villelarosiens oder Rouxinvillois genannt.

## Geographie
Villiers-le-Roux liegt etwa 38 Kilometer nordnordwestlich von Angoulême und wird umgeben von den Nachbargemeinden Montjean im Norden, Saint-Martin-du-Clocher im Nordosten, La Chèvrerie im Osten und Südosten, Villefagnan im Süden sowie La Magdeleine im Westen.

## Bevölkerungsentwicklung
| Jahr                       | 1962 | 1968 | 1975 | 1982 | 1990 | 1999 | 2006 | 2019 |
| Einwohner                  | 170  | 153  | 117  | 121  | 123  | 140  | 127  | 136  |
| Quellen: Cassini und INSEE |      |      |      |      |      |      |      |      |

## Sehenswürdigkeiten

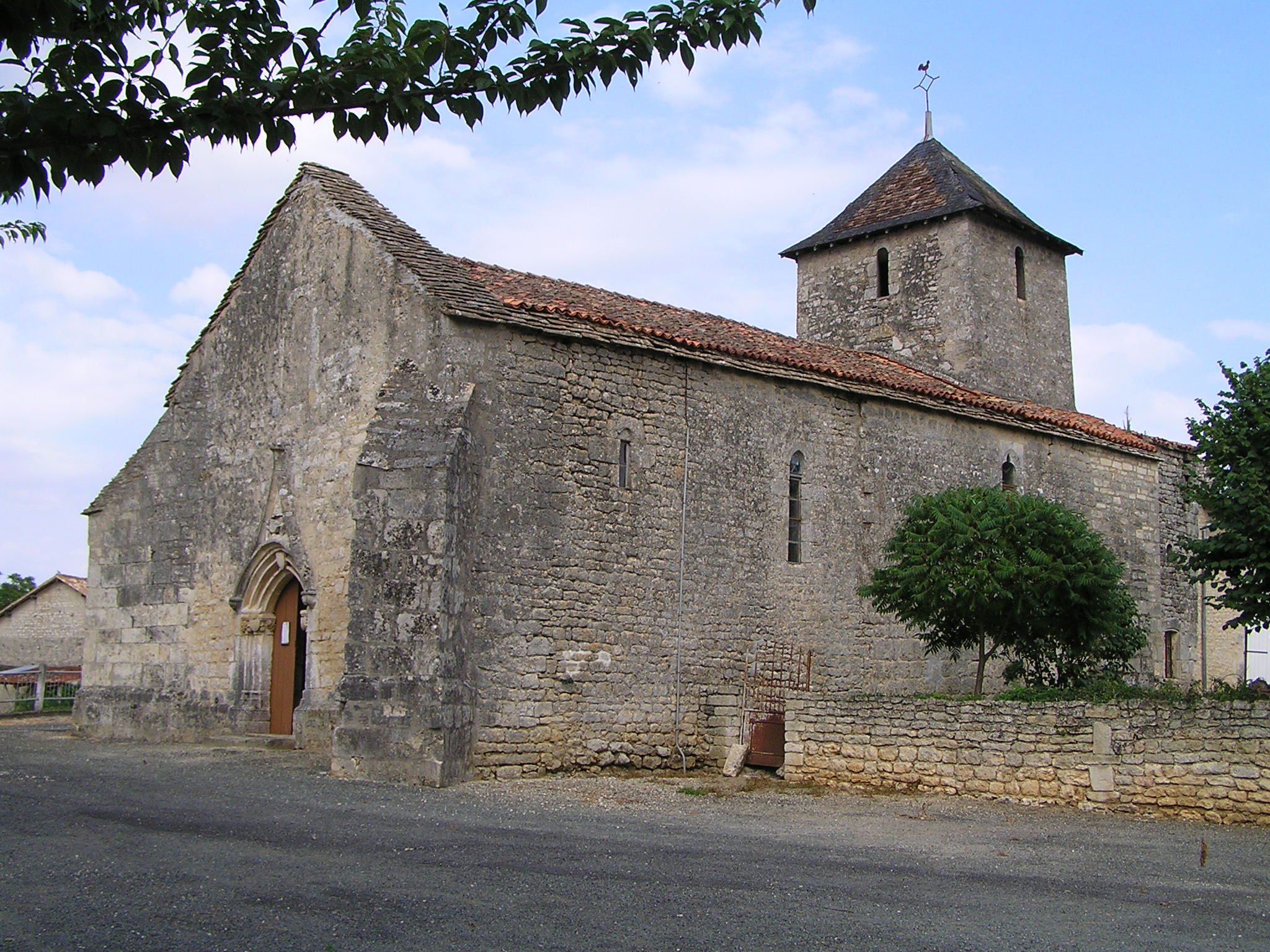
Kirche Saint-Pierre-aux-Liens

- Kirche Saint-Pierre-aux-Liens